# Вал (божанство)
Вал (хебр. בעל) је паганско божанство Картагине и асирско-вавилонске културе, поштован у Феникији, Ханану и Сирији као божанство плодности као и ветра (невремена, бујице).

## Историја
Вал значи; власник, властодржач, господар, господ, господин, на севрно-западном семитском језику. Свештеници култа Вала у екстази су себе повређивали посекотинама и стварали ране на различитим деловима тела, најчешће на чланцима и рукама.
У хананској митологији, Вал је био осуђен, попут природе умирати у зиму и поновно се рађати у пролеће. Придавала му се моћ да чини поља и стада плоднима. Праковање Валове религије праћено је светим проституирањем (4 Мој 25, 13), што је било жестоко осуђивано од стране *пророка Илије користи каткада име у плуралу Вали (1 Кр 18, 18; Јр 2, 23). Вал значи власник. Веровало се да је власник извора, планине, града. 
Првобитно је Вал поштован као божанство племена, или одређене територије, касније се он односи на божанство шума и планина. Назив „Вал” је често коришћен за принчеве и друга владарска звања код паганских народа Сумера и Вавилонаца.
У древном граду-држави Угариту, Вала су обожавали као сина божанства Дагона. Представљан је у облику моћног бика или ратник у оклопу са кацигом, слично римском Зевсу.
У Феникији „Вал” поштован као божанство воде и оснивач морских богова. 
У Старом завету се помиње да је служење Валу укључивало и приношене људских жртава, чак и сопствене деце (Јер. 19, 4, 5, 6).
У периоду од XX—X века култ Вала се проширио далеко на западу; Египат, Шпанија... Цар Елагабал је преселио његов култ у Рим.
На плочама из Рас Шамре, Вал је бог кише, грмљавине и муња. „И кедрови вену на додир деснице његове”. Даље стоји да је био син Ела, или Дагона, мало познатог божанства које су Јевреји повезивали с филистејским градом Ашдодом. Дагон је можда имао везе с морем — новчић пронађен у близини овог града приказује тог бога с рибљим репом. 
Од Картагине до Палмире налазили су се храмови посвећени Вал-Хамону, „господару олтара с тамјаном”, кога су Грци поистовећивали с Кроносом. На гори Кармилској пророк Илија критикује веру краља Ахава у моћ Валову и тада, на Илијину молитву, „паде огањ Господњи и спали жртву паљеницу и дрва и камен и прах, и воду у опкопу попи”. Потом Илија нареди народу да побије „пророке Валове”, чиме је обезбедио да се Господ Бог и даље поштује у краљевству Израиљ (1 цар 18, 40).